# Jonny O'Mara
Jonny O'Mara (Keighley, 2 maart 1995) is een Britse tennisser. Hij heeft 3 ATP-toernooien in het dubbelspel op zijn naam staan.

## Palmares
| Legenda                       | Legenda               |
| ----------------------------- | --------------------- |
| Grand Slam                    |                       |
| Olympische Spelen             |                       |
| tot 2009                      | vanaf 2009            |
| Tennis Masters Cup            | ATP Finals            |
| ATP Masters Series            | ATP Tour Masters 1000 |
| ATP International Series Gold | ATP Tour 500          |
| ATP International Series      | ATP Tour 250          |

### Dubbelspel
| Nr.                              | Datum             | Toernooi             | Ondergrond    | Partner          | Tegenstanders in finale                             | Score                | Details |
| -------------------------------- | ----------------- | -------------------- | ------------- | ---------------- | --------------------------------------------------- | -------------------- | ------- |
| Gewonnen finales herendubbel     |                   |                      |               |                  |                                                     |                      |         |
| 1.                               | 30 juni 2018      | ATP Eastbourne       | Gras          | Luke Bambridge   | Ken Skupski Neal Skupski                            | 7-5, 6-4             | Details |
| 2.                               | 21 oktober 2018   | ATP Stockholm        | Hardcourt (i) | Luke Bambridge   | Marcus Daniell Wesley Koolhof                       | 7-5, 7-6(8)          | Details |
| 3.                               | 3 oktober 2021    | ATP Sofia            | Hardcourt (i) | Ken Skupski      | Oliver Marach Philipp Oswald                        | 6-3, 6-4             | Details |
| Verloren finales herendubbel     |                   |                      |               |                  |                                                     |                      |         |
| 1.                               | 5 januari 2019    | ATP Pune             | Hardcourt     | Luke Bambridge   | Rohan Bopanna Divij Sharan                          | 3-6, 4-6             | Details |
| 2.                               | 3 maart 2019      | ATP São Paulo        | Gravel (i)    | Luke Bambridge   | Federico Delbonis Máximo González                   | 4-6, 3-6             | Details |
| 3.                               | 5 mei 2019        | ATP Estoril          | Gravel        | Luke Bambridge   | Jérémy Chardy Fabrice Martin                        | 5-7, 6-7(3)          | Details |
| 4.                               | 29 februari 2020  | ATP Santiago         | Gravel        | Marcelo Arévalo  | Roberto Carballés Baena Alejandro Davidovich Fokina | 6-7(3), 1-6          | Details |
| Gewonnen challengers herendubbel |                   |                      |               |                  |                                                     |                      |         |
| 1.                               | 24 september 2017 | İzmir                | Hardcourt     | Scott Clayton    | Denis Moltsjanov Serhij Stachovsky                  | Walk-over            |         |
| 2.                               | 25 februari 2018  | Bergamo              | Hardcourt (i) | Scott Clayton    | Laurynas Grigelis Alessandro Motti                  | 5-7, 6-3, [15-13]    |         |
| 3.                               | 10 juni 2018      | Surbiton             | Gras          | Luke Bambridge   | Ken Skupski Neal Skupski                            | 7-6(11), 4-6, [10-7] |         |
| 4.                               | 30 september 2018 | Orléans              | Hardcourt (i) | Luke Bambridge   | Yannick Maden Tristan-Samuel Weissborn              | 6-2, 6-4             |         |
| 5.                               | 18 augustus 2019  | Vancouver            | Hardcourt     | Robert Lindstedt | Treat Huey Adil Shamasdin                           | 6-2, 7-5             |         |
| 6.                               | 13 oktober 2019   | Mouilleron-le-Captif | Hardcourt (i) | Ken Skupski      | Sander Arends David Pel                             | 6-1, 6-4             |         |

## Prestatietabel grandslamtoernooien
| Legenda | Legenda                          |
| ------- | -------------------------------- |
| g.t.    | geen toernooi gehouden           |
| l.c.    | lagere categorie                 |
| –       | niet deelgenomen                 |
| G       | uitgeschakeld in de groepsfase   |
| 1R      | uitgeschakeld in de eerste ronde |
| 2R      | uitgeschakeld in de tweede ronde |
| 3R      | uitgeschakeld in de derde ronde  |
| 4R      | uitgeschakeld in de vierde ronde |
| KF      | uitgeschakeld in de kwartfinale  |
| HF      | uitgeschakeld in de halve finale |
| F       | de finale verloren               |
| W       | het toernooi gewonnen            |
| w-v     | winst/verlies-balans             |

### Dubbelspel
| Grandslamtoernooien  |      |      |      |      |    |
| Australian Open      | –    | –    | 2R   | KF   | 1R |
| Roland Garros        | –    | –    | 1R   | 2R   | 1R |
| Wimbledon            | 2R   | 1R   | 1R   | g.t. | 1R |
| US Open              | –    | –    | 3R   | 1R   |    |
| ATP Masters 1000     |      |      |      |      |    |
| Indian Wells         | –    | –    | –    | g.t. |    |
| Miami                | –    | –    | –    | g.t. | –  |
| Monte Carlo          | –    | –    | –    | g.t. | –  |
| Madrid               | –    | –    | –    | g.t. | –  |
| Rome                 | –    | –    | –    | –    | –  |
| Montreal/Toronto     | –    | –    | –    | g.t. |    |
| Cincinnati           | –    | –    | –    | –    |    |
| Shanghai             | –    | –    | –    | g.t. |    |
| Parijs               | –    | –    | –    | –    |    |
| Olympische Spelen    |      |      |      |      |    |
| Olympische Spelen    | g.t. | g.t. | g.t. | g.t. |    |
| statistieken         |      |      |      |      |    |
| totaal aantal titels | 0    | 2    | 0    | 0    | 1  |
| eindejaarsranking    | 169  | 62   | 57   | 58   |    |